# Елісон Скотт
Елісон Скотт (англ. Alison Scott; нар. 8 лютого 1968) — колишня австралійська тенісистка.
Найвищу одиночну позицію світового рейтингу — 178 місце досягла 18 липня 1988, парну — 93 місце — 7 листопада 1988 року.
Здобула 2 парні титули туру ITF.
Найвищим досягненням на турнірах Великого шолома був чвертьфінал у парному розряді.

## Фінали ITF
| турніри $25,000 |
| турніри $10,000 |

### Парний розряд: 10 (2–8)
| Результат | Ранг | Дата              | Турнір                          | Покриття | Партнерка             | Суперниці                        | Рахунок       |
| --------- | ---- | ----------------- | ------------------------------- | -------- | --------------------- | -------------------------------- | ------------- |
| Поразка   | 1.   | 23 червня 1986    | ITF Сібрук, США                 | Ґрунт    | Мішелл Терк           | Манон Боллеграф Ліз Грегорі      | 2–6, 1–6      |
| Поразка   | 2.   | 14 липня 1986     | ITF Мідленд, США                | Ґрунт    | Рут Сімен             | Катріна Адамс Соня Ген           | 6–2, 3–6, 4–6 |
| Перемога  | 1.   | 16 березня 1987   | ITF Канберра, Австралія         | Тверде   | Коллін Карні          | Карен Дід Байлінда Поттер        | 7–5, 7–6      |
| Поразка   | 3.   | 30 березня 1987   | ITF Аделаїда, Австралія         | Тверде   | Коллін Карні          | Луїс Філд Белінда Кордвелл       | 1–6, 6–1, 4–6 |
| Поразка   | 4.   | 13 липня 1987     | ITF Ерланген, Західна Німеччина | Ґрунт    | Гайді Шпрунґ          | Дениса Крайчовичова Віржіні Паке | 1–6, 2–6      |
| Поразка   | 5.   | 12 жовтня 1987    | ITF Куросіо, Японія             | Тверде   | Стефані Севайдс       | Лі-Енн Елдредж Джилл Смоллер     | 3–6, 6–7      |
| Поразка   | 6.   | 25 жовтня 1987    | ITF Ібаракі, Японія             | Тверде   | Стефані Севайдс       | Басукі Яюк Сузанна Вібово        | 3–6, 6–4, 0–6 |
| Поразка   | 7.   | 21 листопада 1988 | ITF Аделаїда, Австралія         | Тверде   | Луїс Філд             | Джо-Анн Фолл Рейчел Макквіллан   | 5–7, 4–6      |
| Перемога  | 2.   | 18 лютого 1991    | ITF Водонга, Австралія          | Трава    | Трейсі Мортон-Роджерс | Крістін Кунс Клер Томпсон        | 6–4, 4–6, 7–6 |
| Поразка   | 8.   | 25 лютого 1991    | ITF Канберра, Австралія         | Трава    | Трейсі Мортон-Роджерс | Лупіта Новело Бетсі Сомервілл    | 5–7, 6–3, 4–6 |